# Cul-de-sac du Marin
Ne doit pas être confondu avec Grand Cul-de-sac marin ou Petit Cul-de-sac marin.
Le Cul-de-sac du Marin est une baie de France située en Martinique. Elle forme une profonde échancrure dans la côte sud de l'île, ouverte sur le canal de Sainte-Lucie au sud-ouest. Le cul-de-sac marin, appellation originelle de la baie, a donné son nom au village installé sur ses rives : Le Marin ; la baie prenant alors le nom de cul-de-sac du Marin.
La ville de Sainte-Anne est située à son entrée, sur la côte sud.